# Żarnowo Drugie
Żarnowo Drugie – wieś w Polsce, położona w województwie podlaskim, w powiecie augustowskim, w gminie Augustów.
W latach 1975–1998 wieś administracyjnie należała do województwa suwalskiego.
Wieś Żarnowo (obecnie Żarnowo Pierwsze, Drugie i Trzecie) w 1662 r. zamieszkiwało 19 rodzin, 1674 r. zamieszkiwało 36 rodzin (328os.), 1721 r. zamieszkiwało 56 rodzin (495 os.), 1870 r. zamieszkiwało 261 rodzin (1800r. 187 os).
Świerzo założony folwark w Żarnowie zniesiono w 1561 r. „jako nieużyteczny”. Pomierzono go na włóki i rozdano je na czynsz chłopom.
Pop z Augustowa z Cerkwi nad rzeką Nettą na rogu ul. Cerkiewnej (Sieniewicza) i Koziej posiadał 2 włóki (ok. 47 ha) z łąkami w Żarnowie. – otrzymał je od Zygmunta Augusta przywilejem wystawionym w Wilnie w 17 Maja 1557 r. Ziemie uprawiali chłopi mieszkający w Żarnowie na tak zarwanej Popówce, której odrębność zlikwidowano w czasie komasacji Żarnowa ok. 1930 r.

## Integralne części wsi
| SIMC    | Nazwa        | Rodzaj    |
| ------- | ------------ | --------- |
| 1010532 | Borowa Droga | część wsi |
| 1010727 | Rezowa Droga | część wsi |

## Edukacja
- Szkoła Podstawowa im. Jana Pawła II[9].

## Wspólnoty wyznaniowe
- Parafia pod wezwaniem Narodzenia Najświętszej Maryi Panny[10], należąca do dekanatu Augustów – św. Bartłomieja Apostoła, diecezji ełckiej.

## Zabytki
- Drewniana kaplica przydrożna, 1859, nr rej.: 526 z 7 października 1986[11].

## Ciekawostki
- O historii Żarnowa powstała książka „Żarnowo przez wieki” autorstwa Krzysztofa Sturgulewskiego[12].